# Kawulokova chata
Kawulokova chata (polsky:Kurna chałupa Kawuloków) je soukromé muzeum založené místním folkloristou Janem Kawulokem a provozované jeho potomky v Istebné v okrese Těšín Slezské vojvodství. Kawulokova chata součástí Stezky dřevěné architektury ve Slezském vojvodství.

## Historie
Kawulokova chalupa je typickým příkladem tradičního horalského dřevěného domu. Chalupy, aby se vyhnuly placení daně z komínů, neměly komín. Byla postavena v roce 1863 a od počátků je vlastněna rodinou Kawuloků.

## Architektura
Kawulokova chata se řadí mezi roubené stavby, které vznikaly v Beskydech s rozvojem salašnictví. Jsou také řazeny mezi tzv. kurloky, stavby, které nemají komín a dým z otevřeného ohniště je odváděn dymnými otvory. Roubená stavba má ze tří stran podsíně, které byly vybaveny lavičkami pro venkovní posezení. Sedlová střecha je krytá šindelem.

## Interiér
Trojdílný dům se dělil na vstupní síň mezi bílou a černou (dymnou) jizbou. V dymné jizbě se nachází pec s místem pro otevřené ohniště s kotlíky. Kouř nebyl odváděn komínem, ale zůstal ve světnici a odcházel dymnými otvory ve zdi světnice ven. Dymná jizba byla místností, kde se žilo – jedlo, spalo, předlo, muzicírovalo. Na černých  stěnách se nacházejí různé hudební nástroje od malé pastýřské píšťalky až po velký trombit nebo dudy. V otevřených skříních je vystavená sbírka hliněného nádobí. Na podlaze je vystaven žernov pro výrobu mouky.
Bílá místnost byla sváteční či parádní místností. Byla využívána k pracím, které nemohly být zakouřeny a znečištěny sazemi. Sloužila jako tkalcovská dílna, k předení ovčí vlny. Je zde vystavena ručně malovaná truhlice k uložení svátečního oděvu, tkalcovské stavy, kolovrátky.

## Galerie

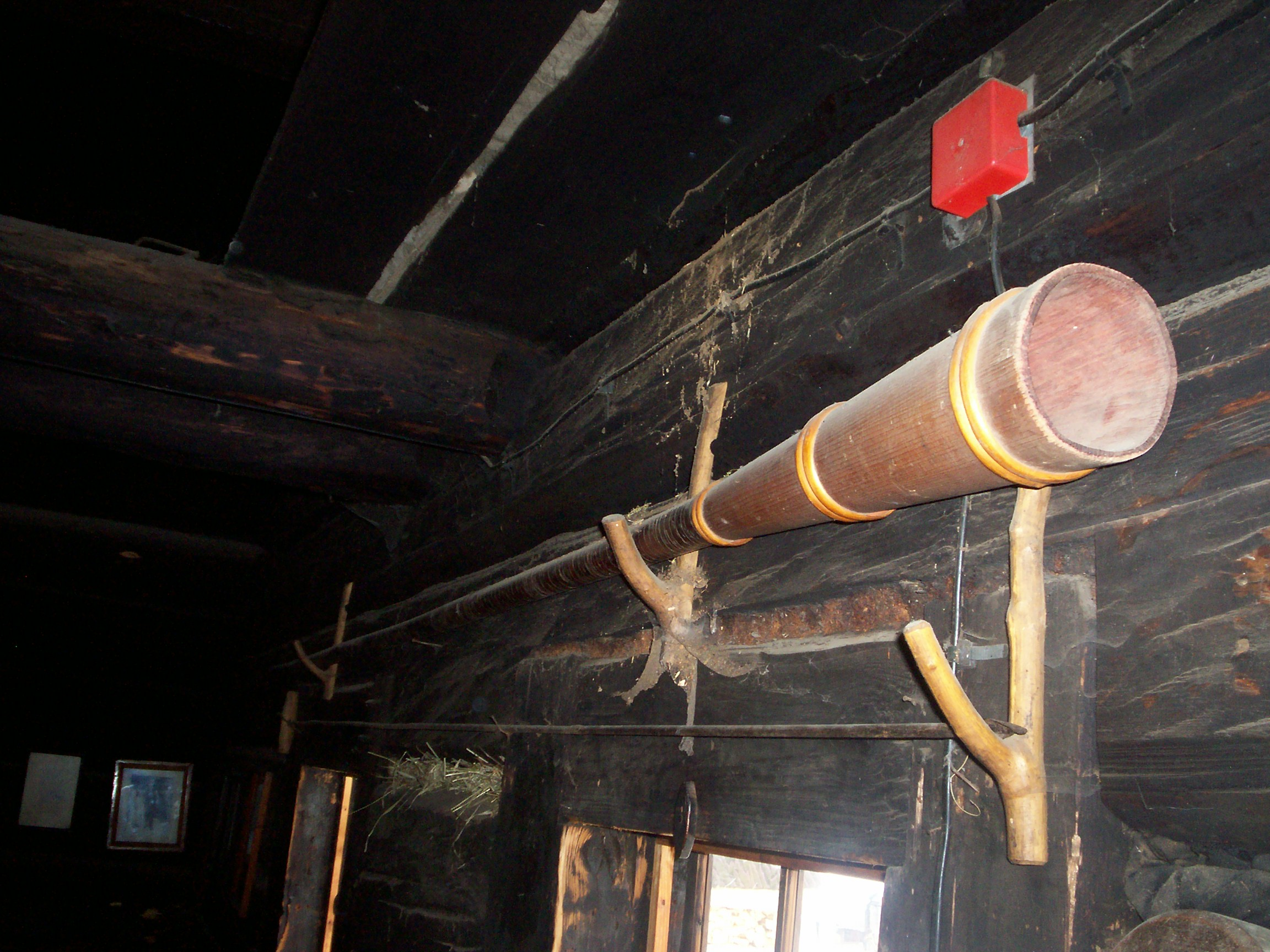
Pod zavěšeným trombitem vedle okna ucpaný dymný otvor
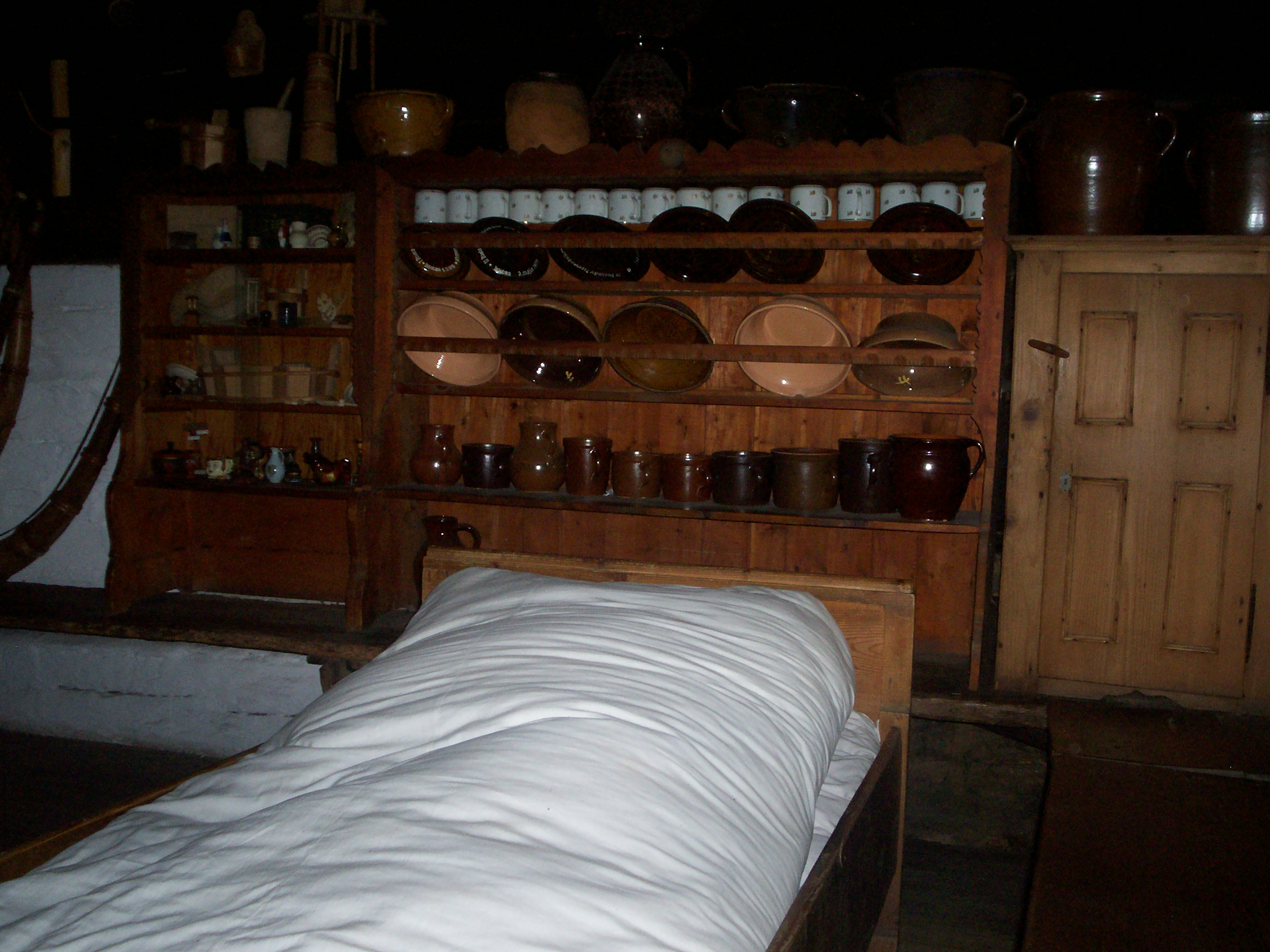
Postel v černé jizbě
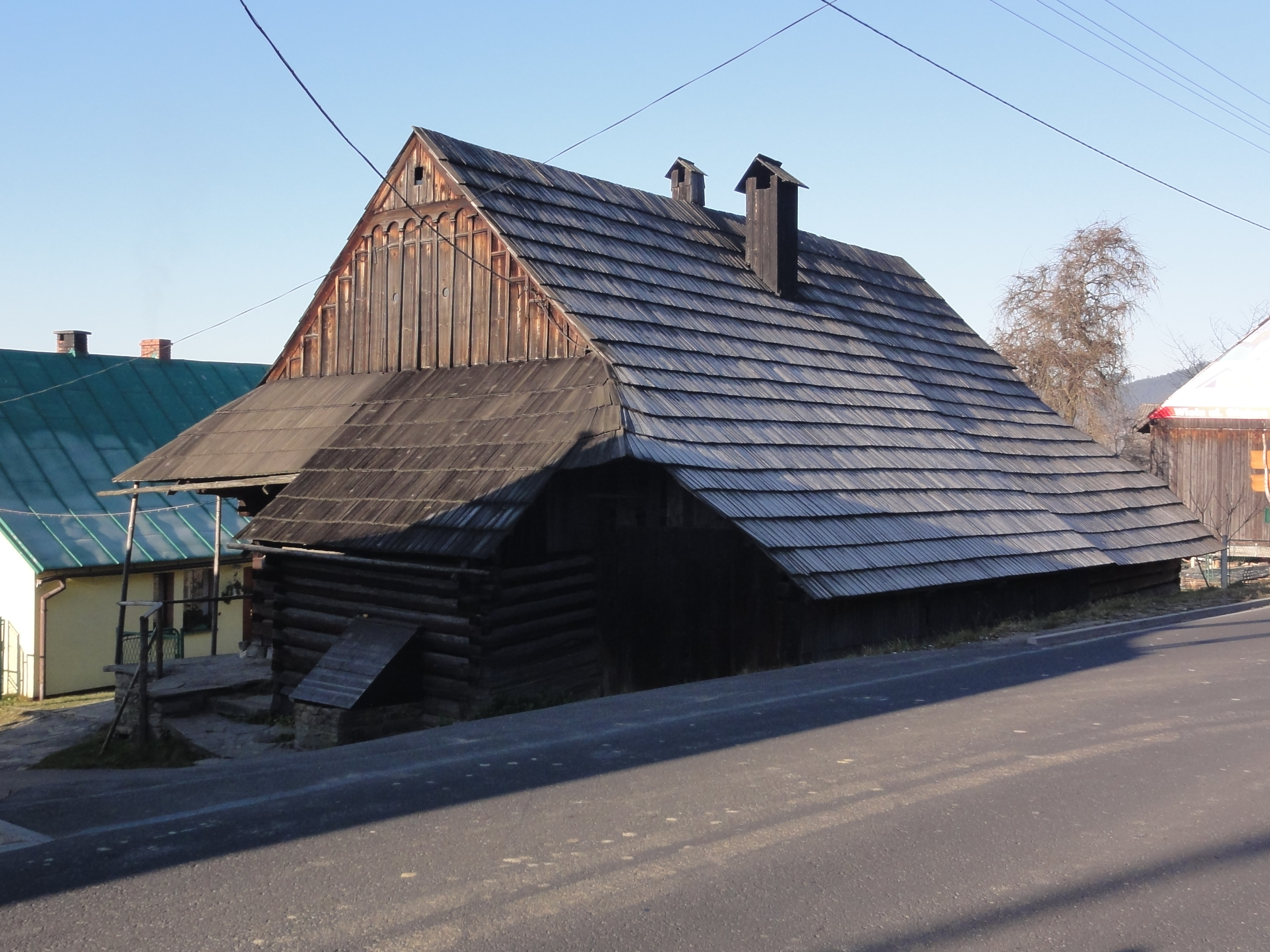
Kawulokova chata č.p 163 Istebná